# Paul Alexander (avocat)
Pour les articles homonymes, voir Alexander.
Paul Richard Alexander, né le 30 janvier 1946 à Dallas (Texas) et mort le 11 mars 2024 dans la même ville, est un avocat américain, écrivain et survivant de la poliomyélite. 
Il est connu pour être la personne qui a vécu le plus longtemps dans un poumon d'acier après avoir contracté la poliomyélite en 1952 à l'âge de six ans,,,,.

## Biographie
Paul Alexander est né le 30 janvier 1946 à Dallas au Texas.
Alors qu'il est âgé de 6 ans (en 1952), Paul Alexander contracte la poliomyélite et est dès lors paralysé à vie, ne pouvant bouger que la tête, le cou et la bouche,,.
Lors d'une importante épidémie de poliomyélite aux États-Unis durant les années 1950, des centaines d'enfants autour de Dallas au Texas, dont Paul Alexander, sont conduits à l'hôpital Parkland pour y être soignés. Là, il a failli mourir avant qu'un médecin ne remarque qu'il ne respirait pas et le place dans un poumon d'acier, utilisé à l’époque pour suppléer à l’incapacité de respirer des victimes de la poliomyélite.
Paul Alexander est l'un des premiers élèves scolarisés à domicile du Dallas Independent School District (en). Il apprend à mémoriser au lieu de prendre des notes. À 21 ans, il sort diplômé deuxième de ce lycée en 1967, devenant la première personne à obtenir son diplôme d'un lycée de Dallas sans assister physiquement aux cours.
Une bourse lui permet d'entrer à l'Université méthodiste du Sud puis il part à l'Université du Texas à Austin où il obtient un Bachelor of Arts en 1978, puis son diplôme de J.D. (droit) en 1984. 
Il obtient un emploi pour enseigner la terminologie juridique aux sténographes de la cour dans une école de commerce d'Austin avant de prêter serment en tant qu'avocat en 1986,.
Ayant des difficultés avec son poumon d'acier obsolète, qui est rénové en 2015, Paul Alexander apprend toutefois à respirer volontairement pour les rares fois où il sort de la machine ou plaide une affaire.
Paul Alexander meurt le 11 mars 2024 à Dallas (Texas).
CNN rapporte qu’ « en janvier [soit trois mois avant sa mort], il a créé un compte TikTok "Polio Paul", où il a décrit les réalisations de sa vie et répondu à des questions sur la vie dans un poumon d'acier telles que "Comment allez-vous aux toilettes ?" et "Comment restez-vous si positif ?" Au moment de sa mort, il avait 300 000 followers et plus de 4,5 millions de j'aime. »

## Œuvre
Paul Alexander publie ses mémoires, Three Minutes for a Dog, en avril 2020. Selon le Guardian « Il lui a fallu plus de huit ans pour l'écrire, en utilisant un bâton en plastique et un stylo pour écrire son histoire sur le clavier, ou en dictant les mots à son ami ».
- (en) Paul Alexander, Three Minutes for a Dog : My Life in an Iron Lung, FriesenPress, 13 avril 2020, 156 p. (ISBN 978-1-5255-2532-2).